# Marek Plewczyński
Marek Plewczyński (ur. 1946) – polski historyk i nauczyciel akademicki specjalizujący się w historii średniowiecznej i nowożytnej.

## Życiorys
Habilitował się w 1991 roku, broniąc pracy: „Armia koronna 1506–1572. Zagadnienia struktury narodowościowej” w Wojskowym Instytucie Historycznym. Pełni funkcję kierownika Zakładu Historii Średniowiecznej i Archiwistyki w Instytucie Historii i Stosunków Międzynarodowych Uniwersytetu Przyrodniczo-Humanistycznego w Siedlcach, jest profesorem Akademii Obrony Narodowej (Wydział Bezpieczeństwa Narodowego, Katedra Strategii i Geostrategii) i na UKSW (Instytut Nauk Historycznych). Był członkiem Komitetu Nauk Historycznych Polskiej Akademii Nauk i wieloletnim jurorem teleturnieju Wielka Gra.
14 kwietnia 1993 za „wzorowe wykonywanie obowiązków wynikających 
z pracy zawodowej, działalność publicystyczną oraz wybitne 
osiągnięcia naukowe” został nagrodzony Złotym Krzyżem Zasługi.

## Ważniejsze publikacje
- Województwo stołeczne warszawskie (wraz z Markiem Wagnerem, 1980)
- Żołnierz jazdy obrony potocznej za czasów Zygmunta Augusta: studia nad zawodem wojskowym w XVI w. (1985)
- Armia koronna 1506–1572: zagadnienia struktury narodowościowej (1991)
- Poczet rodzin polskich: Kowalscy (wraz z Markiem Wagnerem, 1992)
- Byczyna 1588 (1994)
- Obertyn 1531 (Historyczne Bitwy, 1994)
- Ludzie Wschodu w wojsku ostatnich Jagiellonów (1995)
- W służbie polskiego króla: z zagadnień struktury narodowościowej armii koronnej w latach 1500–1574 (1995)
- Daj nam, Boże, sto lat wojny: dzieje niemieckich lancknechtów 1477–1559 (1997)
- Wojny Jagiellonów z wschodnimi i południowymi sąsiadami Królestwa Polskiego w XV wieku (2002)
- Wojny i wojskowość polska w XVI wieku. Tom I. Lata 1500–1548 (2011)
- Wojny i wojskowość polska w XVI wieku. Tom II. Lata 1548–1575 (2012)
- Wojny i wojskowość polska XVI wieku. Tom III. Lata 1576–1599 (2013)
- Newel 1562 (Historyczne Bitwy, 2023)